# Trümmerlawine

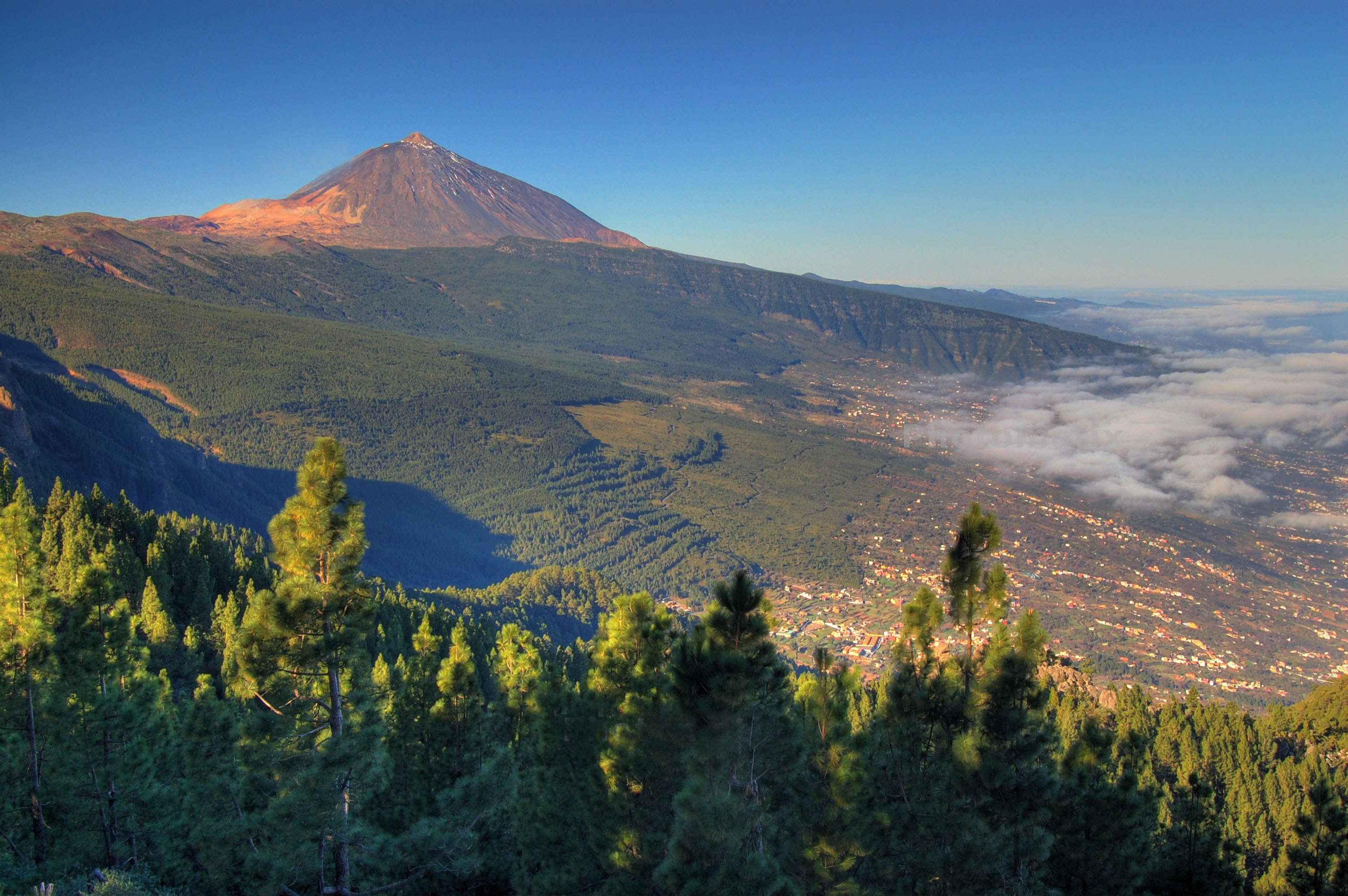
Das Orotava-Tal auf Teneriffa, Kanarische Inseln, die Abrisskante („Amphitheater“) der Orotava-Trümmerlawine, die vor der Nordküste Teneriffas bis in 3000 m Tiefe im Meer liegt

Mit dem Ausdruck Trümmerlawine (engl.: debris avalanche), auch Geröll- oder Schuttlawine, wird in der Geologie gelegentlich ein Transport- und Ablagerungsprozess beschrieben, wenn beispielsweise große Teile eines Vulkankegels abrutschen.
Dabei handelt es sich um eine plötzliche und sehr rasche Massenbewegung einer großen Menge unzusammenhängenden und unsortierten Gesteins, mobilisiert und in Bewegung gehalten durch die Schwerkraft. Auslöser kann ein Aufstieg von Magma, eine vulkanische Eruption oder ein Erdbeben sein. Selten treten die Ereignisse ad hoc auf infolge Instabilität, Erosion oder Überladung.
Der Ausdruck Trümmerlawine wird vornehmlich bei Massenbewegungen im Zusammenhang mit vulkanischer Tätigkeit verwendet, auch als vulkanische Trümmerlawine. Nicht-vulkanische „Trümmerlawinen“ werden meist als Bergstürze bezeichnet, während der Ausdruck Gerölllawine häufig für Muren-Abgänge Verwendung findet.
Vulkanische Trümmerlawinen bewegen sich meist mit sehr hoher Geschwindigkeit (über 100 km/h) und über weite Strecken (bis mehrere Zehnerkilometer). Sie können daher sehr zerstörerisch sein. Unter Wasser ausgelöste oder ins Meer gleitende Trümmerlawinen können verheerende Tsunamis oder andere Massentransportphänomene auslösen. Es sind keine seltenen Katastrophen; Schätzungen besagen, dass 75 % aller Andenvulkane mit Höhen über 2500 m bereits einen Kollaps des Vulkangebäudes hinter sich haben.

## Definition
Vulkanische Trümmerlawinen werden durch einen Teil- oder Totalkollaps eines Vulkangebäudes ausgelöst. Ihre Entstehung ist, wie auch bei Laharen, nicht direkt an einen vulkanischen Ausbruch gekoppelt, obwohl vulkanische Eruptionen auch ein Auslöser sein können. Es handelt sich im Grunde um Bergstürze, die sich an einem Vulkan ereignen (vgl. Lahar und Debris Flow). Bergstürze sind unzusammenhängende und unsortierte Massen von Gestein und Erde, die in erster Linie durch die Schwerkraft mobilisiert bzw. in Bewegung gehalten werden. Die Bewegung erfolgt als Fließen, wobei die Lawine trocken oder nass sein kann. Während der Bewegung können die Komponenten stark zerkleinert werden; typischerweise bleiben jedoch auch immer größere Trümmer erhalten, die Durchmesser bis über 100 m aufweisen können. Subaerische, also an Land ausgelöste Trümmerlawinen können zudem beträchtliche Mengen an organischem Material enthalten, vor allem wenn das in Bewegung geratene Terrain bewaldet war. Das Fließverhalten einer Trümmerlawine kann sich auf ihrem Weg verändern, oder eine Trümmerlawine kann auch andere Massentransporte auslösen.
Vulkanische Trümmerlawinen weisen gegenüber nicht-vulkanischen Bergstürzen einige Besonderheiten auf. Vulkane, besonders Stratovulkane, sind aus Ablagerungen von weichen, fragmentierten, z. T. nicht lithifizierten (verfestigten) pyroklastischen Sedimenten aufgebaut, die mit massiven Lavaströmen oder auch pyroklastischen Fließablagerungen alternieren. Die Lockersedimente, aber auch die porösen vulkanischen Gesteine können beträchtliche Mengen an Wasser enthalten, meist deutlich mehr als Sedimentgesteine oder metamorphe Gesteine. Häufig sind diese Gesteine bzw. das Lockermaterial zudem durch heißes und saures Grundwasser und/oder aufsteigende aggressive Gase chemisch und mineralogisch verändert worden. Die Härte und innere Festigkeit der Gesteine können herabgesetzt werden. Es können aber auch zum Beispiel Tonminerale entstehen, die ein hohes Gleitvermögen besitzen. Weiterhin begünstigt bereits die Geometrie und der innere Aufbau eines Vulkans gravitative Transportvorgänge. Ein Vulkan überragt die Umgebung oft deutlich, die Schichten fallen vom Ort der Eruption weg mit bis zu 30° und mehr ein. Gerade Stratovulkane besitzen eine typische Wechsellagerung von Lavaströmen und pyroklastischen Sedimenten, wobei die pyroklastischen Sedimente als Gleithorizonte dienen können. Gerade Stratovulkane mit großen Volumina an Lockersedimente sind zudem besonders erosionsanfällig und neigen damit zur Instabilität. Dies betrifft auch vulkanische Inseln, deren Küstenlinie von der Meeresbrandung unablässig erodiert wird, so dass die Entstehung von Massenbewegungen begünstigt wird.
Der Begriff beschreibt ursprünglich nur den Transport- und Ablagerungsprozess (vgl. Lawine), nicht aber die Ablagerung. Einige Autoren bezeichnen daher konsequent die Ablagerungen als debris avalanche deposits (Trümmerlawinenablagerungen). Trotzdem hat sich in vielen Publikationen der Begriff inzwischen auch für die aus diesem Prozess entstandenen Ablagerungen eingebürgert.
Vulkanische Trümmerlawinen wurden erst vor kurzem als eigenes vulkanisches Transport- und Ablagerungsphänomen erkannt. Zwar kannte man die Ablagerungen schon wesentlich früher, sie wurden jedoch als Ablagerungen von Laharen, ultrastarken vulkanischen Eruptionen oder auch von pyroklastischen Dichteströmen, Lavaströmen oder auch als Moränen fehlinterpretiert. Vor allem die Ähnlichkeiten in der Textur und der internen Struktur der Ablagerungen sowie der Morphologie der Ablagerungsoberfläche verleiteten zu diesen Fehlinterpretationen. Die Entdeckung von submarinen Trümmerlawinen am Fuße von Vulkaninseln und deren katastrophalen Folgen für die nähere und weitere Umgebung der Inseln hat das Interesse an diesem Phänomen auch in den Nicht-Fachmedien enorm gesteigert.

## Entstehung
Vulkanische Trümmerlawinen können direkt durch das Instabilwerden der Flanken eines Vulkans oder durch Erdbeben ausgelöst werden. Eine Trümmerlawine kann aber auch durch einen Ausbruch mittelbar (Erdbeben und Veränderung der Hangneigung durch aufsteigendes Magma) oder unmittelbar (durch eine phreatische, phreatomagmatische oder magmatische Explosion) ausgelöst werden. Sie enthalten jedoch im letzteren Fall überwiegend kein juveniles Material, d. h. Pyroklasten des auslösenden Ausbruchs, sondern nur vulkanisches „Altgestein“ von früheren Ausbrüchen.
Nach den Ursachen für den Abgang der Trümmerlawnen werden drei Typen unterschieden:
- Besymjanny-Typ (magmatische Explosionen gehen dem Abgang der Lawine voraus),
- Bandai-Typ (phreatische Explosionen gehen dem Abgang der Lawine voraus),
- Unzen-Typ (der Abgang wird durch ein Erdbeben ausgelöst).

In einigen Fällen kann der Abgang einer Trümmerlawine den Abgang einer weiteren Lawine auslösen.
Trümmerlawinen ereignen sich normalerweise bzw. zunächst unter Wasser-untersättigten Bedingungen (im Gegensatz zum Wasser-gesättigten Lahar). Das Wasser in den Porenräumen spielt daher zunächst keine große Rolle beim Transport. Insgesamt verhält sich der Transport- und Ablagerungskörper einer Trümmerlawine jedoch ähnlich wie eine zähflüssige Masse oder Brei. Durch Aufnahme von Wasser und Ton, aber auch durch die Zerkleinerung der Komponenten der Matrix und die Mobilisierung von Porenwasser (evtl. auch durch Schmelzen von enthaltenem Eis) kann sich eine Trümmerlawine während des Transport in einen Lahar verwandeln. Submarin kann sich eine Trümmerlawine durch die Aufnahme von Sediment auch in einen Debris Flow verändern.
Typisch für das Liefergebiet bzw. dem Ausgangsgebiet einer vulkanischen Trümmerlawine ist das Amphitheater, eine halbrunde Abrissstruktur. Die Tiefe, die Weite und die Höhe eines Amphitheaters sind variabel, je nach dem Volumen der Trümmerlawine. Es kann sogar den (früheren) Gipfel bzw. den zentralen Schlot mit einschließen. Im Extremfall kann sogar fast ein gesamtes Vulkangebäude bzw. -insel kollabieren, wie es etwa 1888 mit der Ritter-Insel nordöstlich von Papua-Neuguinea geschah.

## Ablagerungen einer vulkanischen Trümmerlawine
Die Ablagerungen einer Trümmerlawine sind in der Regel viel länger als breit. In der Vertikalen lässt sich über den verhältnismäßig engen Rutschbereich mit wenigen Ablagerungen und den eigentlichen Ablagerungsbereich unterteilen. Die eigentliche Auslauffläche ist typischerweise lobat bzw. Lobus-artig ausgebildet. Im Unterschied zu den Ablagerungen eines Debris Flow sind die Ablagerungen einer Trümmerlawine wesentlich dicker, dafür ist die Fließweite in der Regel geringer.
Die Ablagerung einer Trümmerlawine ist durch zwei Fazies charakterisiert, die Blockfazies und die Matrixfazies. Die Blöcke bestehen aus zerbrochenen und deformierten Gesteinsblöcken des Liefervulkan. Die Größenordnung variiert von mehreren hundert Metern im Durchmesser (oder gar über einen Kilometer) bis zu weniger als ein Meter im Durchmesser. Sehr charakteristisch sind interne Brüche, die in der Fachsprache als Jigsaw-Brüche (etwa ‚Puzzlespiel-Brüche‘) bezeichnet werden. Die „Matrix“ besteht aus einer Mischung kleiner Gesteinskomponenten aus unterschiedlichen Teilen des Liefervulkans. Gelegentlich sind auch Fragmente von Paläoböden und Pflanzen mit eingeschlossen. In diesem Zusammenhang bedeutet Matrix einfach das etwas feinere Sediment zwischen den größeren Blöcken. Eine exakte Definition der Korngröße gibt es in diesem Fall nicht.
Charakteristische geomorphologische Strukturen im Ablagerungsgebiet der Lawine sind kleine Hügelchen (engl. hummocks) an der Oberfläche der Ablagerung. Die Form der Hügelchen ist variabel, manchmal ist auch eine parallele Anordnung der Hügelchen beobachtet worden. Es besteht aber kein genereller Trend in der Anordnung der Hügelchen. Die Ablagerung selber ist häufig flankiert von Längsablagerungen in Form von Hügeln (engl. levees) entlang den Rändern der Trümmerlawine. Sie sind hauptsächlich im mittleren Abschnitt (in Längserstreckung) zu finden und können die Oberfläche der Ablagerung um bis zu 40 m überragen. In den randlichen (distalen) Teilen der Trümmerlawine kann stattdessen ein randliches Kliff (engl. marginal cliff) erhalten sein. Auch die Stirn der Trümmerlawine ist häufig als Kliff ausgebildet (eng. distal cliff). Im Fall einer allerdings nicht-vulkanischen Trümmerlawine war das Kliff an der Stirn ca. 20 m hoch.

## Transportweiten
Die Transportweite einer Trümmerlawine ist abhängig von der Kollapshöhe über der Ablagerung. Die größte bisher beobachtete Transportweite einer subaerischen vulkanischen Trümmerlawine betrug mindestens 45 km, submarin sind bis 130 km nachgewiesen. Die meisten Trümmerlawinen kommen jedoch weit vorher zur Ruhe. Aus der Maximumkollapshöhe und der maximalen Transportweite lässt sich ein Verhältnis berechnen. Es liegt generell zwischen 0,2 und 0,06 und ist im Durchschnitt niedriger als für nicht-vulkanische Trümmerlawinen, d. h. bei gleicher Ausgangshöhe laufen vulkanische Trümmerlawinen weiter. Erklärt wird dies damit, dass vulkanisches Gestein durch hydrothermales Wasser verändert sein kann.

## Einordnung in den Bereich Massentransport
Wie bereits in der Definition erwähnt, ist das Äquivalent im nicht-vulkanischen Bereich der Bergsturz. Im engl. Sprachraum wird der Begriff debris avalanche gelegentlich auch im nicht-vulkanischen Bereich benutzt. Allerdings werden auch hier Begriffe wie rock avalanche, land slide i. w. S. häufiger benutzt. Selten findet sich der eigentlich eindeutigere Begriff vulkanische Trümmerlawine (engl. volcanic debris avalanche). Bergsturz und (vulkanische) Trümmerlawine unterscheiden sich nicht nur durch die Komponenten, sondern auch häufig durch die Transportweite im Verhältnis zur Abrisshöhe. Beide sind im Prinzip „trocken“, zumindest Wasser-untersättigt, d. h. das Wasser spielt für den Transport keine große Rolle. Durch weitere Aufnahme von Schlamm und Wasser kann aus der Trümmerlawine aber ein Lahar werden. Das Äquivalent dazu im nicht-vulkanischen Bereich ist ein Schuttstrom (Debris Flow).
Ein weiterer Übergangsbereich existiert zwischen Trümmerlawinen und pyroklastischen Dichteströmen. Dies ist dann gegeben, wenn Trümmerlawinen durch magmatische Ausbrüche ausgelöst werden, zum Beispiel beim Abbruch eines Lavadoms. Dieser kann nur wenig unter der Oberfläche noch sehr heiß sein. Da ein Lavadom sehr häufig mit einem Ausbruch in einem direkten Zusammenhang steht, also im Grunde juveniles Material darstellt, kann ein derartiger Abbruch auch am (super-)dichten Ende eines pyroklastischen Dichtestroms angesiedelt werden. Ein wesentlicher Unterschied ist aber meist darin zu sehen, dass das Material eines pyroklastischen Dichtestroms durch den explosiven Ausbruch sehr stark fragmentiert wird und im Verhältnis zur Trümmerlawine sehr heiß ist. Der Begriff „Glutlawine“, der für den dichten Teil eines pyroklastischen Stroms geprägt wurde, spielt einerseits auf den Transportprozess und andererseits auf die Temperatur an.
Wenn Vulkane in hohen geographischen Breiten oder sehr hohe Vulkane von einer Trümmerlawine betroffen sind, kann noch ein dritter Übergangsbereich existieren, zum Eissturz. Sind die Gipfelbereiche vereist, können Trümmerlawinen erhebliche Anteile an Eis enthalten, das sich zunächst wie festes Gestein verhält. Durch das Aufschmelzen des Eises während des Transports kann sich die Trümmerlawine aber rasch in einen Lahar verändern.

## Trümmerlawinen als Auslöser für andere Typen von Massentransporten
Trümmerlawinen, die von vulkanischen Inseln ins Meer gleiten, können submarin andere Massentransporte auslösen. Vermutlich wurde der Kanaren-Debris Flow, dessen Ablagerungen nordwestlich der Kanarischen Inseln in der Tiefsee liegen, durch eine Trümmerlawine ausgelöst.
Trümmerlawinen vom Ätna, die in das Ionische Meer glitten, haben im Mittelmeer nicht nur verheerende Tsunamis ausgelöst, sondern vermutlich auch sogenannte Megaturbidite, die am Grunde des Ionischen Meeres nachgewiesen wurden.

## Katastrophen ausgelöst durch vulkanische Trümmerlawinen
Vulkanische Trümmerlawinen, die ins Meer abgleiten können gewaltige Tsunamis auslösen, die je nach Volumen der Lawine bis über 100 m hoch sein können. Der Kollaps einer Flanke des Lānaʻi-Vulkans (Hawaii-Inseln) vor etwa 105.000 Jahren verursachte eine Folge von Tsunamis, die auf der Insel selber Höhenbereiche erreichten, die 375 m über dem Meeresniveau lagen.
Nach einer längeren Ruheperiode brach am 29. Februar 1792 der Vulkan Unzen aus. Der Vulkan produzierte zunächst einen kleineren Lavastrom. Am 9. April 1792 brach dann 4 km von der Eruptionsstelle entfernt ein kleinerer Teil eines 4000 Jahre alten Lavadoms ab. Am 21. Mai 1792 löste ein Erdbeben eine noch größere Trümmerlawine aus. Das Volumen betrug etwa 0,5 km³. Die Lawine floss in die benachbarte Ariake-Bucht und löst dort einen großen Tsunami aus. Über 15.000 Menschen kamen durch diese Trümmerlawine zu Tode, davon allein etwa 11.000 durch den ausgelösten Tsunami.
Zur vermutlich größten im Kontext des Zusammenbruchs einer Vulkaninsel verursachten unterseeischen Trümmerlawine in historischer Zeit kam es, als am 13. März 1888 der Vulkan auf der Ritter-Insel (seinerzeit zur deutschen Kolonie Deutsch-Neuguinea gehörend) ausbrach. Zwar war der Vulkanausbruch selbst nur von mäßiger Stärke (VEI 2), doch rutschte infolge des Ausbruchs der Großteil der Inselflanke (etwa 5 km³) ins Meer, wodurch sich die Höhe der Insel von etwa 780 Meter auf nur mehr 140 Meter reduzierte. Die Trümmerlawine verursachte bis zu 15 Meter hohe Tsunamis. Vermutlich kamen durch die Wellen auf den umliegenden Inseln bis zu 3.000 Menschen ums Leben, darunter auch die deutschen Forscher Paul von Below und Carl Hunstein, die auf Neupommern von dem Tsunami getötet wurden.

## Historische und prähistorische Trümmerlawinen
Am 30. Dezember 2002 brach die westliche Flanke Sciara del Fuoco des Stromboli ab, und eine kleine Trümmerlawine (< 0,01 km3) glitt ins Meer und löste einen kleinen, mehrere Meter hohen Tsunami aus, der glücklicherweise keine materiellen Schäden oder Verlust von Menschenleben zur Folge hatte.
Am 18. Mai 1980 kollabierte der nördliche Teil des Mount St. Helens und schickte eine vulkanische Trümmerlawine in das Tal des oberen Nebenflusses des Toutle River. Die Lawine lief etwa 28 km weit und hatte ein Volumen von etwa 2,5 km3. Die Geschwindigkeit der Lawine betrug, nach einer Fotoserie berechnet, etwa 50 bis 70 m pro Sekunde (rd. 180 bis 250 km/h). Das Ereignis löste eine laterale Explosion aus. Darauf folgte eine plinianische Eruption, die einen pyroklastischen Strom auslöste.
Vor 300.000 bis 360.000 Jahren kollabierte ein Teil des Mount Shasta in etwa 3500 m Höhe und löste die bisher größte bekannte, quartäre Trümmerlawine aus. Sie bewegte sich über eine Entfernung von mindestens 45 km.
Noch größere Trümmerlawinen kennt man von vulkanischen Inseln (zum Beispiel La Palma, Teneriffa, El Hierro, Hawaii u. v. a.). Die Ablagerungen liegen heute am Fuß dieser Inseln in der Tiefsee. Um die Kanarischen Inseln herum fanden Masson et al. (2001) die Ablagerungen von 14 Trümmerlawinen, die meisten ereigneten sich in der letzten Jahrmillion. Die größten Trümmerlawinen der Kanaren hatten Volumina von bis zu 500 km3. Beim Abgang dieser Trümmerlawinen müssen gewaltige Tsunamis ausgelöst worden sein, die durchaus die Ostküste Nordamerikas erreicht und überflutet haben könnten.